# Sebüktigin
Abū Mansūr Sebüktigin (persisch ابو منصور سبکتگین Abū Manṣūr Sabuktigin, auch Sebük Tigin, Sabuktagin, Sabuktakin geschrieben, von türk. sevük tégin = „geliebter Tigin“; * um 942; † August 997) war ein türkischer Militärsklave im Dienste der Samaniden und später der eigentliche Gründer der Ghaznawiden-Dynastie.
Es ist nicht viel über sein Leben vor der Versklavung bekannt. Die meisten Informationen stammen aus seinem Testament namens Pandnāma. Sebüktigin stammte aus dem Balqasch-Distrikt im Siebenstromland (heute Kasachstan). Nachdem er mit 12 Jahren versklavt worden war, kam er nach Transoxanien, wo er in der samanidischen Armee unter Alp-Tigin, der selbst auch Militärsklave war, diente und aufstieg.
Alp-Tigin lehnte sich später gegen seine Oberherren auf und eroberte im östlichen Teil des samanidischen Reiches ein Territorium. Von der Stadt Ghazna aus herrschte er als Statthalter der Samaniden, war aber in Wirklichkeit unabhängig. Sebüktigin wurde zum General erhoben und heiratete eine Tochter Alp Tigins. Nachdem Alp-Tigin zwei weitere Gouverneure gefolgt waren, übernahm Sebüktigin 977 die Herrschaft, wobei auch er anfangs offiziell im Namen der Samaniden von Chorasan regierte. Einen Nachweis für Sebüktigins Anerkennung der Oberherrschaft der Samaniden liefern die Inschriften auf seinen Münzen.
Sebüktigin zog in einen „heiligen Krieg“ gegen die Hinduschāhīs, deren König Djaypal (965-1001) er 979 und 988 besiegte. Damit hatte er auch die Festungen an der indischen Grenze erobert. Sebüktigin nahm Djaypal gefangen, ließ ihn aber nach einer Tributzahlung wieder frei.
In den Jahren 992 und 995 half Sebüktigin den Samaniden gegen die Simdschuriden. Für ihre Dienste wurden ihm und seinem Sohn Mahmud weitere Gebiete in Chorasan unterstellt und beide bekamen von Nuh II., welcher von einer Revolte seiner Generäle bedroht gewesen war, 994 zur Belohnung neue Ehrennamen. So durfte sich Sebüktigin nun Nāsir ad-Dīn wa-’d-Daula (bisher: Mu'in ad-Daula) nennen und Mahmud Saif ad-Daula. Das von den Ghaznawiden kontrollierte Gebiet umfasste bald auch Makran, Ghor, Zabulistan und Baktrien. Die Samaniden gingen zwischen 999 und 1005 endgültig zugrunde, als die türkischen Karachaniden die samanidische Hauptstadt Buchara besetzten und sich mit den Ghaznawiden verständigten.
Sebüktigin – ein sehr ehrgeiziger Herrscher und überzeugter Sunnit – hatte das Fundament für eines der langlebigsten Reiche der Region gelegt. Er erkrankte in Balch und kehrte nach Ghazna zurück, wo er 997 starb. Nach seinem Tod wurde er von den Ghaznawiden als amīr-i ʿādil (gerechter Emir) bezeichnet. Ihm folgte sein Sohn Ismail nach, der aber kurze Zeit später (998) von Mahmud gestürzt wurde. Mahmud baute auf dem Fundament seines Vaters auf und brachte das Reich zu seinem Höhepunkt.